# Jules Strauss
Jules Strauss (* im 19. Jahrhundert; † 1909) war ein französischer Komponist und Arrangeur.
Seine gedruckten Kompositionen umfassen Lieder (Chansonettes) und Quadrillen. Er orchestrierte Werke von Alexandre Brody, Francis Chassaigne (1847–1922) und Albert Petit († 1929) für Orchester. Bei manchen Klavierbearbeitungen, zum Beispiel Quadrillen nach Motiven von Jacques Offenbach, die unter dem Namen Strauss erschienen, ist anhand der Drucke und Bibliothekskatalogseinträge nicht zu entscheiden, ob sie von Jules oder Isaac Strauss (1806–1888) stammen.